# Koncil u Pisi
Nakon što se trideset godina uzalud pokušavalo da se postigne jedinstvo crkve na osnovni dobrovoljnog odreknuća ili kompromisa između jednog ili drugog pape, prevladalo je na kraju mišljenje da samo opći sabor može riješiti sporna pitanja. Kanonsko pravo od ranije je naznačilo kako se to mora odviti. Od ranog srednjeg vijeka sve je više dolazilo do izražaja načelo da papi nitko ne može suditi (prima Sedes a nemine iudicetur) i da je papa odgovoran samo Bogu; to je načelo u prvom redu bilo upereno protiv svrgavanja papa što su ih vršili carevi, ali i protiv samovolje rimskih velikaških obitelji. S druge strane, ljudima je bilo jasno da i papa kao privatna osoba može upasti u krivovjerje, duševnu bolest i sl. pa su zbog toga pravnoj zasadi dodali klauzulu o krivovjerju: ako neki papa upadne u krivovjerje, mora polagati gremij koji će utvrditi takvo stanje i iz njega izvesti zaključak jer krivovjerac nikako ne može biti pravi papa. Prema tome, ako se za nekog papu utvrdi da je krivovjerac, onda on naprosto više nije papa i mora se ukloniti s papinskog prijestolja; utvrditi to može samo opći sabor. Kardinali, a i car kao zaštitnik Rimske Crkve, dužni su u tom slučaju takav sabor sazvati i voditi. Takvo načelo u konačnici je bilo opće priznato. 

### Saziv koncila
Teško je bilo zamisliti da bi se sabor održao bez pape koji je uvijek bio sazivač. Razumljivo je da su se svi ustručavali da pomoću sabora poduzmu mjere protiv jednog ili drugog pape. Trinaestorica kardinala jedne i druge obedijencije, protivno volji njihovih gospodara, složili su se da za dan 25. ožujka 1409. sazovu u Pisi opći koncil. 

### Zasjedanje koncila
Na koncilu se okupilo gotovo sto biskupa, a više od stotine drugih poslaše zastupnike s punomoćima; a pojavili su se i punomoćenici od preko dvjesto opata, stolnih kaptola i sveučilišta. Zbog toga se sastanak odvažio povesti postupak protiv obojice papa, proglasio ih neprijateljima crkvenog jedinstva, dakle krivovjercima i na kraju objavio da su obojica svrgnuti. Tada su izabrali novog papu, koji je uzeo ime Aleksandar V. koji već iduće godine umire, a nasljednik mu postaje ozloglašeni kardinal Cossa, pod imenom Ivan XXIII.
Kako se niti rimski papa Grgur XII. ni njegov avinjonski protivnik Benedikt XIII. nisu dali pokolebati, sada su tako postojala trojica papa.